# Almas transparentes
Almas Transparentes é álbum de estreia de estúdio do cantor mexicano, Christian Chávez, lançado em 24 de março de 2010 pela gravadora EMI.

## Antecedentes
Os preparativos para o lançamento do primeiro álbum solo de Christian Chávez, que leva o nome Almas Transparentes, um título que reflete sobre o que inspirou este jovem talento, como garante que o seu CD é autobiográfico.
Christian lançou seu álbum no mês de março de 2010. O primeiro single desta produção foi "¿En Dónde Estás?", lançado em fevereiro do mesmo ano, com videoclipe lançado em abril.

## Sobre o Álbum
Segundo o cantor, o primeiro single, "¿En Dónde Estás?", é um tema que fala sobre a indiferença. "A primeira canção é uma 'balada', eu acredito que todos vão gostar, todo mundo". Observou ele.
Também que é um álbum pessoal e "transparente". "Este álbum é dedicado ao relacionamento que tive, ao término do RBD, e a esta década, que foi muito difícil. Se passaram 10 anos voando", disse ele.
Chávez se aventurou a entrar na composição de algumas das suas canções: "Era como gatilho e deixar de ir a água suja". Encerra o cantor.
Pronto para lançar seu primeiro álbum solo em 24 de março de 2010, Christian Chávez fez a filmagem do vídeo para o tema "¿En Dónde Estás?", Para que ele escolheu um local no município de Chimalhuacan, Estado do México. Durante o tiroteio, ele falou da importância de demonstrar o seu trabalho musical e salientou que não quer ser reconhecido por suas preferências sexuais, mas por seu talento.
O álbum gerou a turnê Libertad World Tour, onde começou no Brasil, em setembro de 2010.

## Faixas
| N.º | Título                 | Compositor(es)                             | Duração |  |
| 1.  | "Almas Transparentes"  | Cesar Miranda                              | 3:19    |  |
| 2.  | "Aún Sin Ti"           | Carlos Sánchez Luis Sánchez Victor Sánchez | 4:13    |  |
| 3.  | "¿En Dónde Estás?"     | Mauricio Arriaga                           | 3:47    |  |
| 4.  | "Quiero Volar"         | Christian Chávez Samo                      | 3:26    |  |
| 5.  | "Baby"                 | Chávez Mats Valentin                       | 3:09    |  |
| 6.  | "Sígueme Y Te Seguiré" | Peter Kvint Jonas Myrin                    | 3:32    |  |
| 7.  | "Y Si No Ves"          | Arriaga                                    | 3:44    |  |
| 8.  | "Nunca Entendí"        | Chávez Samo                                | 3:10    |  |
| 9.  | "Por Qué"              | Max di Calo Alejandro Learn                | 3:24    |  |
| 10. | "Sexy Boy"             | Chris Rodríguez Eduardo Renta              | 4:01    |  |

## Composição
Nas palavras de Christian Chávez, trilha por trilha o significado de cada uma das canções do trabalho
- "Almas Transparentes": É a essência do álbum; fala das surpresas do destino e do encontro das almas que se entendem plenamente.
- "Aún Sin Ti": Esta é uma canção cover da minha canção favorita da década de '90, gravada pelo The Children of Sanchez, e me identifico com ela porque fala da força de suportar a vida apesar das perdas e tudo mais. (Há também uma versão em português intitulada "Mesmo Sem  Ti". A versão não entrou para o álbum, porém foi lançada como 'single' e ganhou um videoclipe em animação).
- "¿En Donde Estás?": Uma bela canção de Mauricio Arriaga, compositor de grandes sucessos como "Just stay quiet", fala de coisas que são sempre mortais e eventualmente se desfazem.
- "Quiero Volar": Compus esta canção juntamente com Samo (Camila); é o primeiro hino à liberdade e não fica só na tentativa.
- Baby: A letra desta canção é minha e fui inspirado pelas promessas de amor!
- "Sígueme y te Seguiré": Fala da amizade e minha grande inspiração são os amigos e fãs.
- "Y Si No Ves": Uma linda balada, fala de quando você se apaixona e poderia dar até a vida para ficar junto, ainda que não seja correspondido.
- "Nunca Entendí": Também em co-autoria com Samo, falamos da dúvida dos amores passados, do porque eles partiram e se tiveram ou não propósito.
- "¿Por Qué?": Fala de uma paixão e da escolha entre perdoar e dar adeus.
- "Sexy Boy": Esta letra é de minha autoria e fui inspirado pelas pessoas que são extremamente elegantes e sofisticadas, que conseguem tudo devido à sua aparência. (Há também uma versão em inglês de mesmo nome, a letra muda, fala sobre um cara metrossexual e como as garotas gostam disso. A versão não entrou para o álbum, porém foi lançada como 'single').

## Desempenho
| Tabelas musicais (2009-2010)  | Melhor posição |
| ----------------------------- | -------------- |
| México - Mexican Albums Chart | 56             |
| Brasil - Top 30 CDs Sales     | 28             |